# Reichenow amarantja
A Reichenow amarantja vagy csádi amarant (Lagonosticta umbrinodorsalis) a madarak osztályának a verébalakúak (Passeriformes) rendjébe, ezen belül a díszpintyfélék (Estrildidae) családjába tartozó faj.

## Rendszerezése
A fajt Anton Reichenow német ornitológus írta le 1910-ben.

## Előfordulása
Közép-Afrikában, Csád és Szudán területén honos. A természetes élőhelye szubtrópusi és trópusi száraz szavannák és cserjések. Állandó, nem vonuló faj.

## Megjelenése
Testhossza 11 centiméter.

## Életmódja
Fűmagvakkal táplálkozik.